# Michajłowka (rejon rylski)
Michajłowka (ros. Михайловка) – wieś (ros. село, trb. sieło) w zachodniej Rosji, centrum administracyjne sielsowietu michajłowskiego w rejonie rylskim obwodu kurskiego.

## Geografia
Miejscowość położona jest nad rzeką Michajłowka, 17 km od centrum administracyjnego rejonu (Rylsk), 121 km od Kurska.

## Demografia
W 2010 r. miejscowość zamieszkiwało 256 osób.